# Quận Sutton, Texas
Quận Sutton (tiếng Anh: Sutton County) là một quận trong tiểu bang Texas, Hoa Kỳ. Quận lỵ đóng ở thành phố Sonora6. Theo kết quả điều tra dân số năm  2000 của Cục điều tra dân số Hoa Kỳ, quận có dân số 4077 người.